# メンフィス・ブルース (曲)

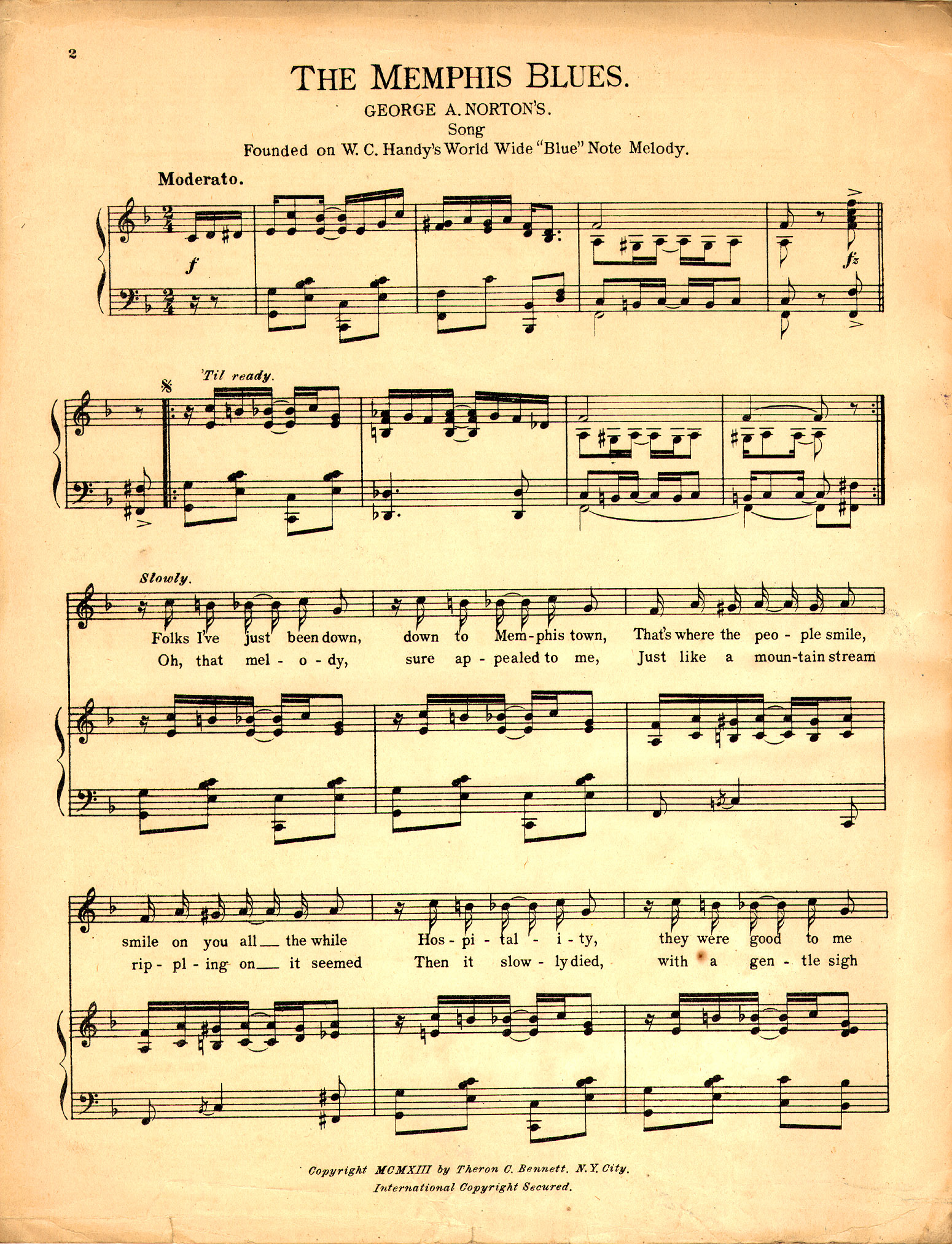
1912年出版の楽譜。

「メンフィス・ブルース」(Memphis Blues) としてしばしば言及される、「ザ・メンフィス・ブルース」(The Memphis Blues) は、作曲者W・C・ハンディ自身が「サザン・ラグ (southern rag)」の作品とした楽曲。この曲は、1912年9月にハンディ自身によって出版され、その後、長年にわたって数多くのアーティストたちが録音を残してきた。

## 「ミスター・クランプ」
「ザ・メンフィス・ブルース」には「ミスター・クランプ (Mr. Crump)」という副題が付いているが、これはハンディが、テネシー州メンフィスの市長候補だったエドワード・クランプのために書いたキャンペーン曲を下敷きにして、この曲を書いたためとされている。ハンディは「ミスター・クランプ」の作曲者としての権利を主張したが、メンフィスのミュージシャンたちは、実際の作曲者はハンディの下で働いていたクラリネット奏者のポール・ワイヤー (Paul Wyer) だったと語っていた。多くの音楽学者たちは、「ミスター・クランプ」と「ザ・メンフィス・ブルース」の共通性がどれほどのものであったかについて疑問をもっており、古いフォークソングの「Mama Don' 'low」から採られた「ミスター・クランプ」の歌詞は、「ザ・メンフィス・ブルース」の旋律には合わないことが指摘されている。「ミスター・クランプ」は、「ミスター・クランプ・ドント・ライク・イット (Mr. Crump Don't Like It)」という、後にビール・ストリート・シークス (the Beale Street Sheiks) のフランク・ストークスが、1927年9月にパラマウント・レコードのパラマウント・レイス・シリーズ (Paramount Race series) に吹き込んだ曲と同じものであるとする見解を示す者も多い。
ハンディのバンドのメンバーであったS・L・"ストック"・モンガム (S. L. "Stack" Mangham) によれば、この曲はハンディによって1912年に著作権登録され、もともと下敷きになったのはハンディが1903年ころにミシシッピ州クリーブランドのダンス会場で耳にした曲であるといい、それを演奏していたのはプリンス・マッコイが率いていた3人編成の弦楽団であったことが判明している。

## ニューヨーク

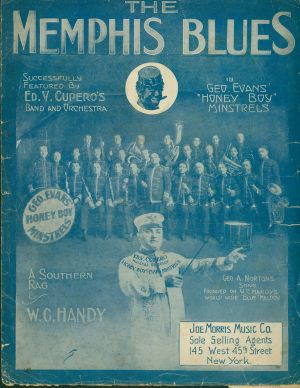
1913年出版の楽譜の表紙。

ハンディは、当初この曲をインストゥルメンタル曲として出版した。彼は直ちに、この曲を音楽出版事業者のセロン・ベネットに売り渡し、ベネットはこれをニューヨークに持って行き、売り込みを図った。後にハンディは、自分は不当に曲を奪われたのだと主張した。いずれにせよ、ベネットは、この曲をジョージ・"ハニー・ボーイ"・エヴァンスに売り込んで、彼が主宰する「ハニー・ボーイ」ミンストレルで使ってもらえるようにした。ベネットは、プロのソングライターであったジョージ・A・ノートンを雇ってこの曲に歌詞を付け、エヴァンスは彼のショーの音楽監督だったエドワード・V・キュペロに、この曲をバンド用に編曲させた。ベネットは1年後に、この編曲を出版したが、こちらの売れ行きも振るわなかった。ベネットが1913年に出版した楽譜の広告には、「W・C・ハンディの世界的なブルー・ノートの旋律に基づく (Founded on W.C. Handy's World Wide 'Blue' Note Melody)」と謳われた。

## 録音
「ザ・メンフィス・ブルース」が流行り始めたのは、ビクター・レコーディング・カンパニーが自社のバンドであるビクター・ミリタリー・バンドで (Victor Military Band, Victor 17619, July 15, 1914)、またコロムビアも自社のバンドで (Prince's Band, Columbia A-5591, July 24) それぞれ1914年に録音をおこなってからであった。このオリジナル盤では、変ホ長調で演奏が始まる。このバージョンは、2019年に、議会図書館によって「文化的、歴史的、ないし美的に重要 (culturally, historically, or aesthetically significant)」とされて全米録音資料登録簿の登録対象に選ばれ、保存されることになった。
ハリー・ジェイムスは、1942年にこの曲を録音し、1944年にリリースした (Columbia 36713)。